# Гильбиринское сельское поселение
Се́льское поселе́ние «Гильбиринское» (бур. Гэльбэрын hомон) — муниципальное образование в Иволгинском районе Бурятии Российской Федерации.
Административный центр — улус Хурамша.

## История
Статус и границы сельского поселения установлены Законом Республики Бурятия от 31 декабря 2004 года № 985-III «Об установлении границ, образовании и наделении статусом муниципальных образований в Республике Бурятия».

## Население
| 2002  | 2011  | 2012  | 2013  | 2014  | 2015  | 2016  |
| ----- | ----- | ----- | ----- | ----- | ----- | ----- |
| 1830  | ↗1858 | ↘1820 | ↗1822 | ↗1827 | ↘1803 | ↘1787 |
| 2017  | 2018  | 2019  | 2020  | 2021  | 2023  | 2024  |
| ↘1738 | ↘1720 | ↘1683 | ↘1660 | ↗1866 | ↘1773 | ↘1754 |

## Состав сельского поселения
| № | Населённый пункт | Тип населённого пункта       | Население |
| - | ---------------- | ---------------------------- | --------- |
| 1 | Гильбира         | улус                         | ↗93       |
| 2 | Кокорино         | село                         | ↘747      |
| 3 | Хурамша          | улус, административный центр | ↗996      |